# Nejla Ates
Nejla Ates (ur. 8 czerwca 1933 w Turcji, zm. kwiecień 2005) – turecka tancerka specjalizująca się w  tańcu brzucha. Występowała na deskach teatrów na Broadwayu. Pojawiła się także w paru filmach, gdzie grała głównie role orientalnych tancerek. 

## Filmografia
- 1955: Syn Sindbada (Son of Sinbad) - Tancerka na rynku
- 1954: Ryszard Lwie Serce i krzyżowcy (King Richard and the Crusaders) - Tancerka